# Турыбанино
Турыбанино — деревня в Междуреченском районе Вологодской области.
Входит в состав Шейбухтовского сельского поселения, с точки зрения административно-территориального деления — в Шейбухтовский сельсовет.
Расстояние по автодороге до районного центра Шуйского — 20 км, до центра муниципального образования Щейбухты — 1 км. Ближайшие населённые пункты — Акуловское, Юсово, Шейбухта.
По переписи 2002 года население — 19 человек.